# 北聯幇
北聯幇（ほくれんほう）は、台湾台北市北投区を拠点とする本拠を黒社会組織（暴力団）の一つ。構成員数は不明。

## 略史
1958年、台北北投区の婦聯三村等の眷村7か所で、軍人と青年を組織して北聯幇が結成された。当時の北投区は風俗産業の拠点であり、北聯幇は債権回収以外に、その風俗業界を資金源としその保護を行っていた。1970年、政府が風俗業界を規制する法律改正を行うと、北聯幇は台北市へ進出していくこととなった。
1990年代、幇主である黄宝龍が逝去すると唐重生が新しい幇主に就任した。北聯幇が次第に勢力を拡大した。1997年1月に唐重生は自身の引退を宣言したが、その影響力は組織内に強く残っていた。1999年5月27日、唐重生と呉明達の間の抗争で唐重生が射殺される事件が発生、その実権は黄済強が継承した。
幇主の相次ぐ死去により北聯幇の勢力は衰退、2003年には幇主である黄済強が、そして有力幹部構成員である饒台生も逮捕されている。このような劣勢の中、王際平が幇主に就任、従来の組織を企業化させることで勢力の回復を目指したが、2005年には恐喝事件に関連して王際平が逮捕されている。

## 歴代幇主
1. 黄宝竜
2. 唐重生
3. 黄済強
4. 王際平